# Церковь Александра Невского (Усть-Ижора)

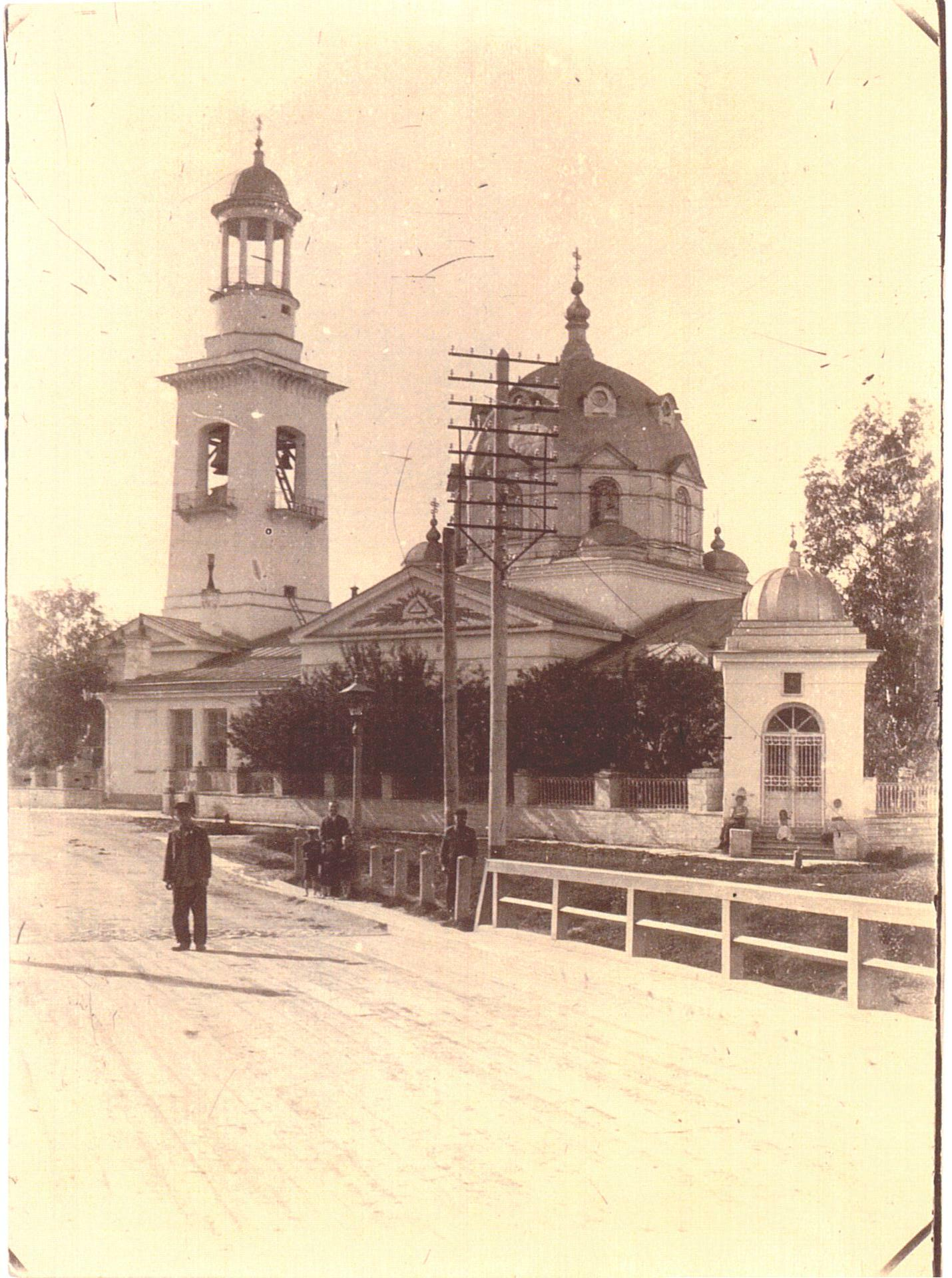
Фото 1900-х годов

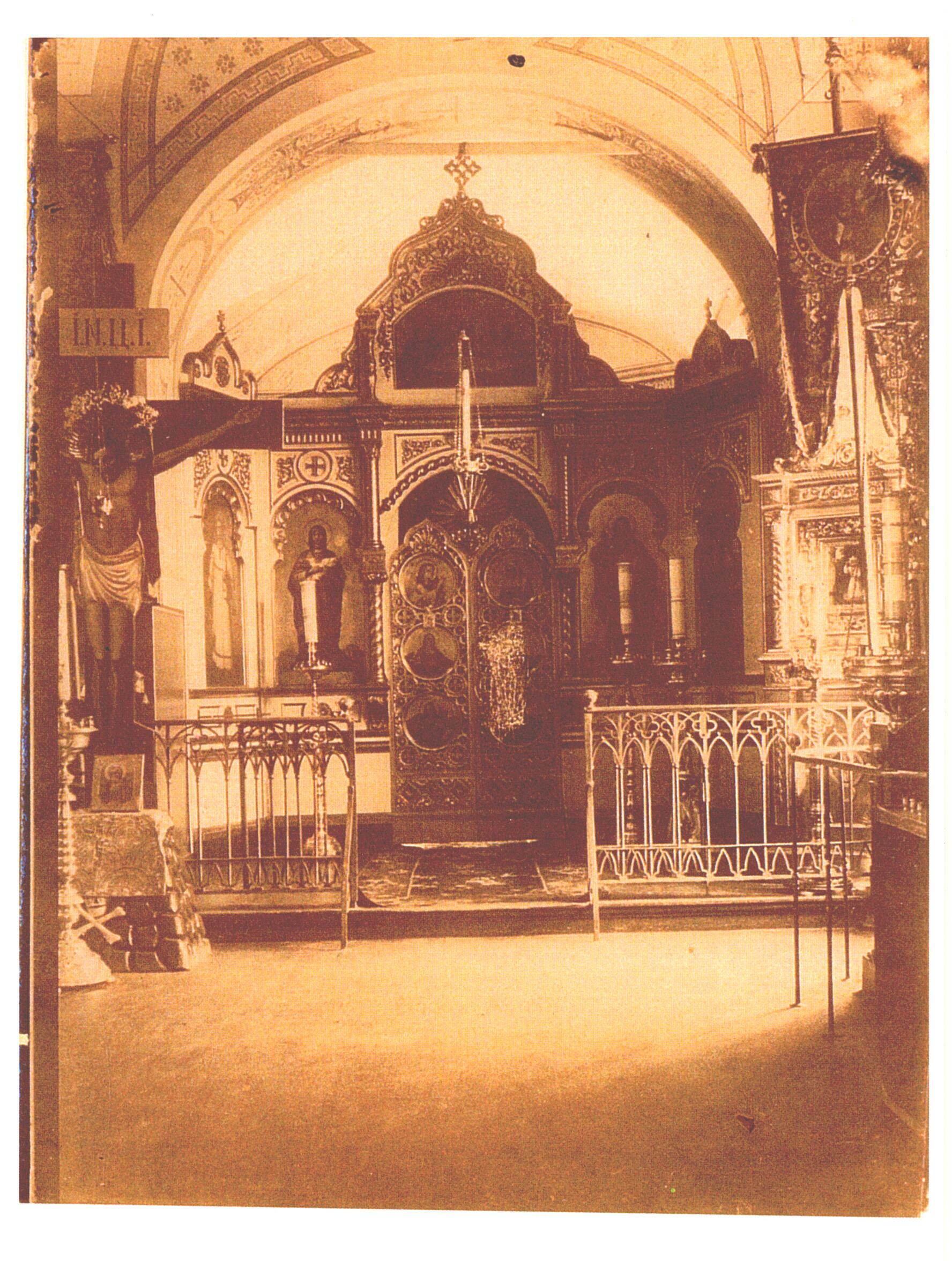
Придел Иоана Предтечи. Фото 1900-х годов

Це́рковь Свято́го благове́рного кня́зя Алекса́ндра Не́вского — православный храм в посёлке Усть-Ижоре (Колпинский район Санкт-Петербурга) на месте Невской битвы 1240 года.
Церковь относится к Санкт-Петербургской епархии Русской православной церкви. Входит в состав Колпинского благочиния. Настоятель — иерей Боднарчук Сергий Владимирович.

## История
По некоторым данным в XIII веке в устье реки Ижоры, на месте Невской битвы 1240 года, была построена деревянная часовня.
По указу Петра I на этом месте в 1711—1712 годах была построена деревянная церковь святого Александра Невского. В то время ошибочно считалось, что Невская битва произошла на месте основывавшейся в те же годы Александро-Невской лавры.
Новопостроенный храм сгорел в августе 1725 года, а в декабре 1729 — мае 1730 года был возобновлён, но в 1797 году снова сгорел от удара молнии.
Существующий каменный храм с колокольней сооружён в 1798—1799 годах на средства жителей Усть-Ижоры и казённых кирпичных заводов. Церковь была огорожена каменной оградой с чугунной решеткой. Авторами проекта предположительно являются В. И. и П. В. Нееловы. Для храма был отлит колокол весом 4,4 тонны.
В 1800—1861 годах церковь была приписана к Александровской мануфактуре.
В 1820—1823 годах на средства местных жителей Усть-Ижорская церковь была отремонтирована и утеплена.
В 1835—1836 годах храм был перестроен по проекту архитектора Громова (Грошева): увеличена в длину трапезная и построена новая колокольня, которая сохранилась до 1942 года.
В 1842 году. рядом с храмом были выстроены каменная часовня и каменная ограда.
В 1871—1875 годах в связи с ростом количества населения по проекту М. А. Щурупова были пристроены два боковых придела — Святителя Николая Чудотворца и Иоанна Предтечи, и увеличен купол. Новопостроенные приделы были освящены 23 июня 1875 года. Главный придел храма также был расширен и торжественно освящён 5 февраля 1876 года.
За Усть-Ижорским приходом числилось 3 кладбища и были приписаны 2 часовни. При церкви имелись церковно-приходская школа и приходское попечительство.
В 1891 году художником Виноградовым обновлялась живопись церкви.
В 1934 году храм был закрыт, здание использовалось в качестве клуба и склада. В начале блокады советские сапёры взорвали колокольню, служившую ориентиром для артиллерии противника. В 1962 году был обрушен купол церкви.
С 1987 года, сначала энтузиастами НИИЭФА имени Д. В. Ефремова, потом трестом «Леноблреставрация» началось восстановление церкви на средства из городского бюджета.
15 июля 1990 года храм был возвращён верующим. Официальное решение о его возвращении было принято 13 января 1992 года Петербургским Советом народных депутатов. В течение нескольких лет храм был полностью восстановлен и отреставрирован. Полное освящение главного престола совершил 12 сентября 1995 года архиепископ Новгородский и Старорусский Лев (Церпицкий).
Торжественное освящение северного придела Святителя Николая Чудотворца совершил 19 сентября 1999 года митрополит Санкт-Петербургский и Ладожский Владимир (Котляров). Торжественное освящение южного придела Иоанна Предтечи было совершено 2 декабря 2001 года.
В настоящее время при церкви действуют воскресная школа для детей и взрослых и библиотека православной литературы.

## Архитектура, убранство
Храм построен в стиле классицизм. Церковь имеет два боковых придела: северный — святителя Николая Чудотворца; южный — Усекновения главы Иоанна Предтечи

## Территория храма
Рядом с храмом находится кладбище и 2 памятника святому благоверному князю Александру Невскому:
- Памятный знак «Часовня на месте Божьей помощи в день Невской битвы» с погрудным бронзовым скульптурным портретом Александра Невского внутри. Была освящена 6 декабря 2002 года. Высота часовни — 9,7 метров[2][3].
- Памятник на береговом склоне (скульптор В. Э. Горевой; архитектор В. В. Попов). Открыт 29 мая 2003 года.

## Настоятели храма
| Настоятели храма за всю историю   | Настоятели храма за всю историю                                                            |
| Даты                              | Настоятель                                                                                 |
| --------------------------------- | ------------------------------------------------------------------------------------------ |
| … — 1725—1730                     | священник Андрей Иванов                                                                    |
| 1730—1732                         | священник Василий Андреев                                                                  |
| 1732 — 5 мая 1737                 | священник Алексий Кузьмин (1698—1752)                                                      |
| 1737—1743                         | священник Стефан Гаврилов (…—после 1743)                                                   |
| 1743 — 13 ноября 1754             | священник Иоанн Иоаннов (1687—1754)                                                        |
| 1754 — июль 1766                  | священник Василий Иоаннов (1726 — после 1766)                                              |
| июль 1766 — январь 1782           | священник Николай Иванов (1738—1782)                                                       |
| 1782—1783                         | священник Алексий Ефимов (1724—…)                                                          |
| 1783 — 10 мая 1785                | священник Иоанн Никитин (1725—1796)                                                        |
| 10 мая 1785 — 8 октября 1787      | священник Василий Васильев (1744—1821)                                                     |
| 8 октября 1787 — 21 мая 1796      | священник Иоанн Никитин (1725—1796)                                                        |
| 15 июня 1796 — январь 1829        | священник Илия Попов (1770 — после 1829)                                                   |
| 6 ноября 1829 — 6 октября 1834    | священник Герасим Вознесенский (1805—1834)                                                 |
| 9 октября 1834 — май 1867         | священник Иаков Лабецкий (1811—1867)                                                       |
| 6 июня 1867 — 22 сентября 1880    | священник Феодор Боголюбов (1814—1880)                                                     |
| 20 октября 1880 — 21 октября 1883 | священник Сергий Благовещенский (1854 — после 1883)                                        |
| 14 октября 1883—1886              | священник Константин Тимофеев (1846—1887)                                                  |
| 4 мая 1886—1919                   | протоиерей Владимир Никольский (1856—1920)                                                 |
| 17 декабря 1919—1920 ?            | священник Иоанн Сутокский (1871—…)                                                         |
| 1920 ? — 1932                     | священник Вячеслав Исполатов (1878—1938)                                                   |
| 1932—1934                         | протоиерей Михаил Смирнов (1888—1962)                                                      |
| 1934—1990                         | период закрытия                                                                            |
| 10 октября 1989 — 27 мая 2017     | протоиерей Анатолий Мороз (1930—2020) с 27.05.2017 и вплоть до кончины почётный настоятель |
| 27 мая 2017 — настоящее время     | иерей Сергий Боднарчук                                                                     |

## Галерея

Памятник-часовня у храма Александра Невского
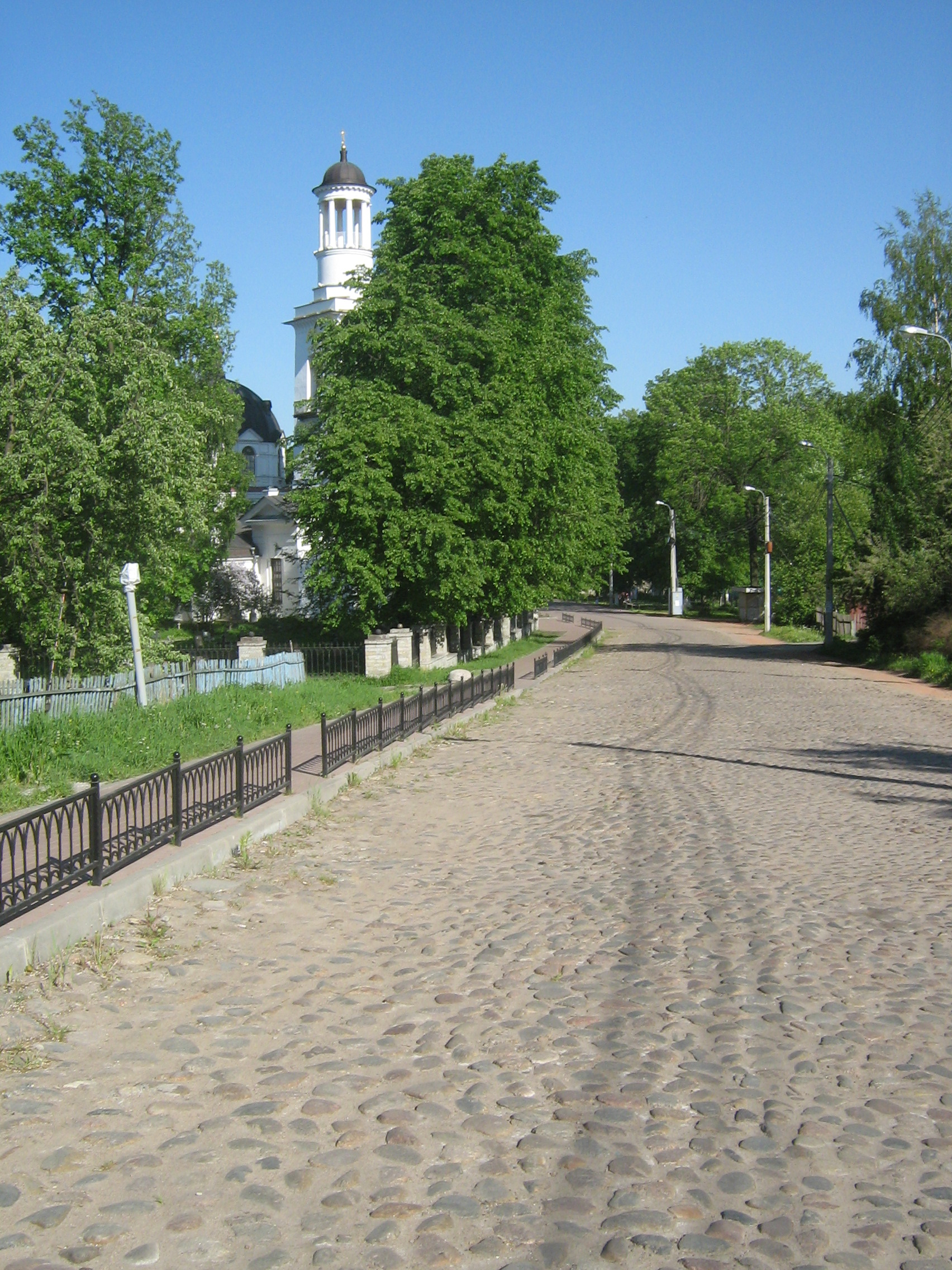
Дорога к храму (Шлиссельбургское шоссе)
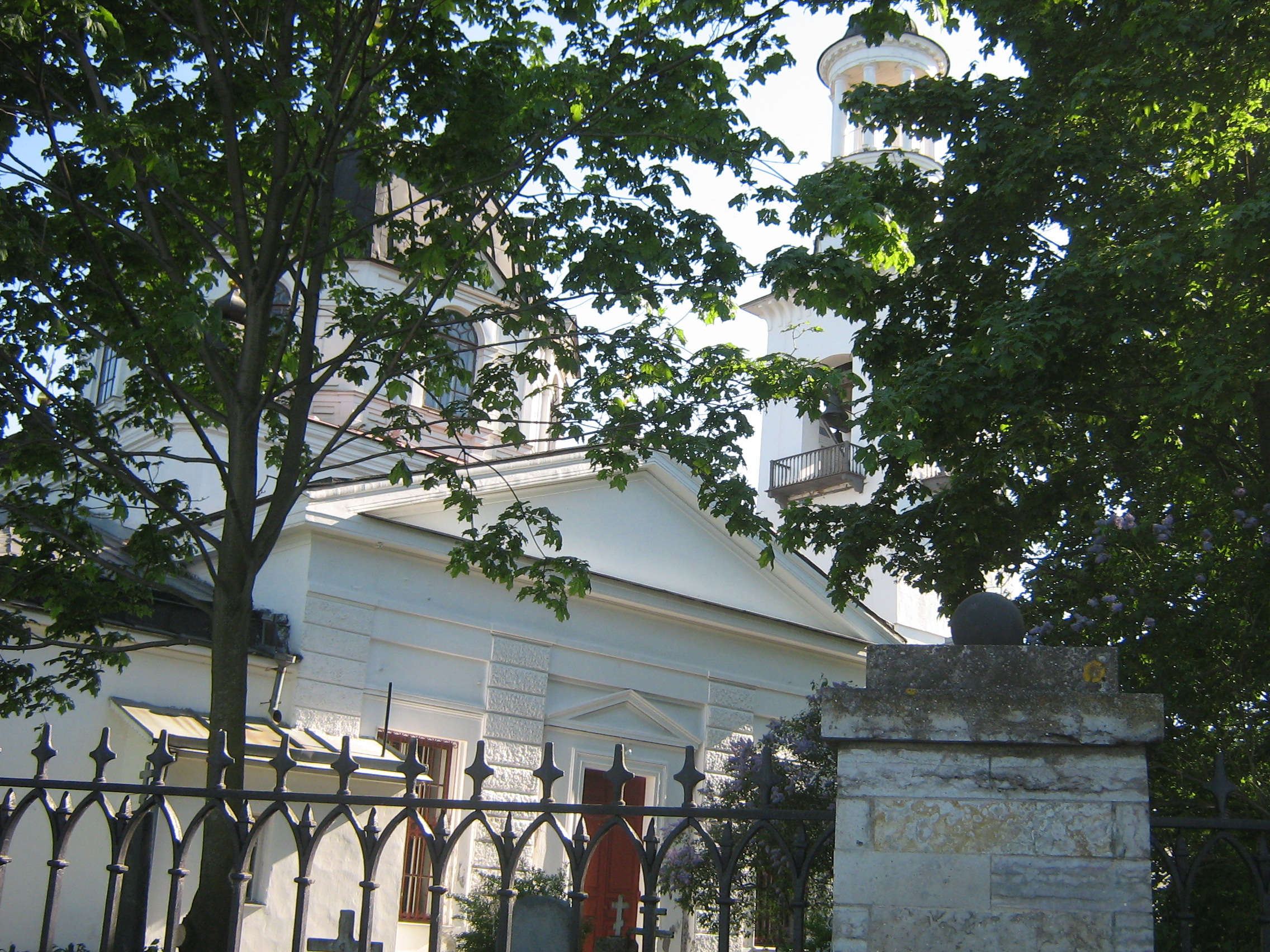
Кладбище рядом с храмом
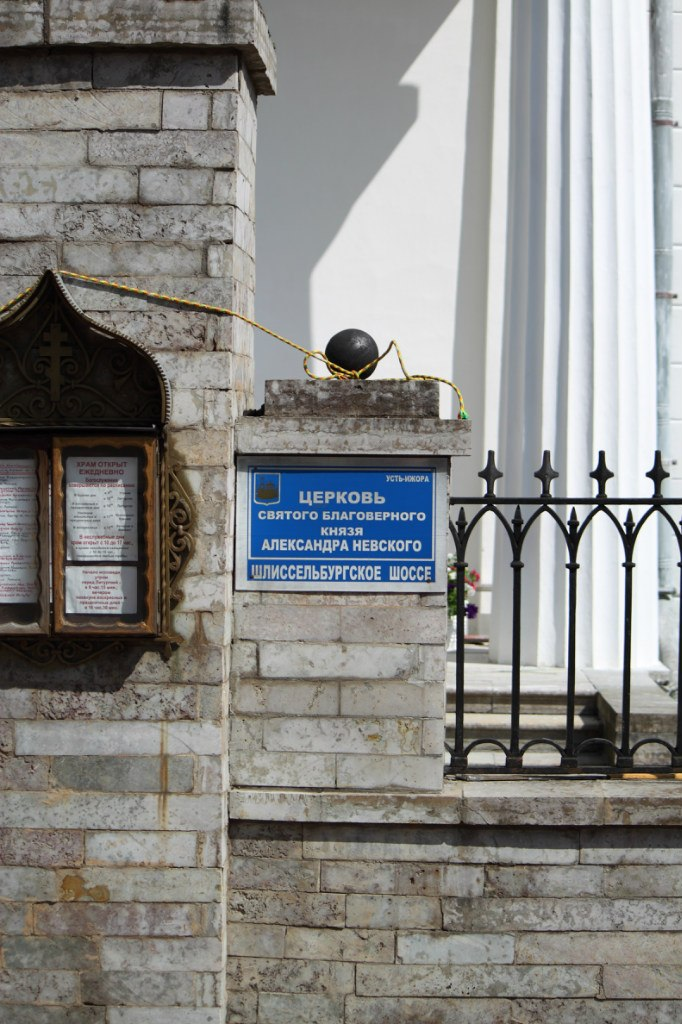
Табличка церкви
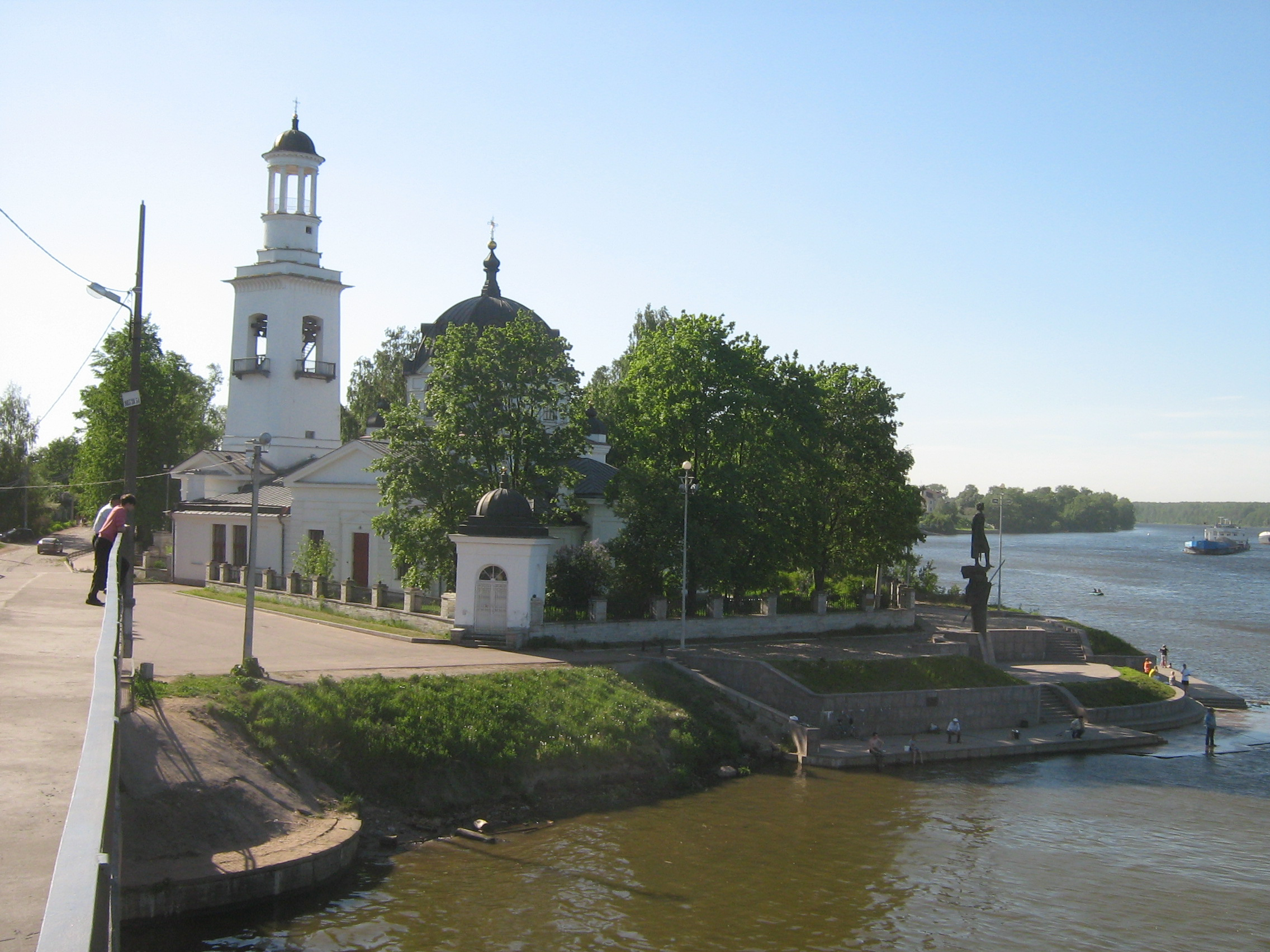
Вид с пешеходного моста через Ижору